# Ornithoteuthis
Ornithoteuthis (лат.) — род головоногих моллюсков из семейства Ommastrephidae. Включает два вида. Это относительно небольшие кальмары с длиной мантии около 100—200 мм, очень подвижные и довольно необычные. Характеристики, которые отличают их от других представителей подсемейства Ommastrephinae, заключаются в том, что их мантия и плавники вытянуты в узкий хвост, и у них есть светящаяся полоса вдоль средней линии на внутренностях. Один вид, Ornithoteuthis antillarum, встречается в теплых водах Атлантического океана, а другой, Ornithoteuthis volatilis, в аналогичных областях Индо-Тихоокеанской области, они состоят в близком родстве и, как считается, возникли в результате относительно недавнего видообразования.
Род содержит биолюминесцентные виды.

## Виды
В роде два вида:
- Ornithoteuthis antillarum Adam, 1957 — Антильский кальмар-птица[5]
- Ornithoteuthis volatilis (Sasaki, 1915) — Летающий кальмар-птица[5]